# Nuno Tristão Futebol Clube
El Nuno Tristão Futebol Clube da Bula és un club de Guinea Bissau de futbol de la ciutat de Bula. Els seus colors són el groc i el negre. Fou conegut com a Bula Futebol Clube.

## Palmarès
- Lliga de Guinea Bissau de futbol:[3]

2014
- Copa de Guinea Bissau de futbol:[4]

1978–79